# امیل برونر
امیل برونر (انگلیسی: Emil Brunner; ۲۳ دسامبر ۱۸۸۹ – ۶ آوریل ۱۹۶۶) الهی‌دان، و استاد دانشگاه اهل سوئیس بود. کالوینیسم الهیات بود. او همراه با کارل بارت معمولاً با نئوارتدوکسی یا جنبش الهیات دیالکتیکی مرتبط است.